# Улашогли
Улаш-оґли (Улашевичі) (тюрк. Ulaş-oğlu, угор. Olás)  — плем'я лівобережних половців. Кочували у Синьому Лісі на ріці Самарі (Снепород). Серед лівобережних половців, улаш-оґли були нижчі за ранґом, ніж бурдж-оґли (бурчевичі).

За Омеляном Пріцаком, назва племені походить відвід тюркського ülüş (üläş) — доля, частина.

Після поразки від монголів, частина улашевичів емігрувала до Угорщини, де згадуються як Olás. Їх володіння знаходились між річками Кереш та Тиса, у комітатах Heves-Újvar та Külső-Szolnok.

Можливо, нащадками улаш-огли є рід Алаша, що належить до Молодшого жуза казахів.

## Хани
- Копті